# Record Collection
Record Collection – wytwórnia płytowa z siedzibą w Venice w Kalifornii, założona w 2002 roku.

## Artyści współpracujący z Record Collection
- Simon Dawes
- Blake Mills
- 21 - Motion Picture Score
- Dan Malloy
- Dawes
- Kate Earl
- Hot Hot Heat
- John Frusciante / Ataxia
- MURS
- Untitled Ozzy Osbourne Documentary Soundtrack
- The Walkmen
- Wassup Rockers
- The Cubical
- Mt. Egypt
- Brother Reade